# Attack the Block
Attack the Block (titulada Ataque extraterrestre en Hispanoamérica) es una película británica de comedia, ciencia ficción y acción de 2011 escrita y dirigida por Joe Cornish. Fue protagonizada por Jodie Whittaker, John Boyega, Alex Esmail, Franz Drameh, Leeon Jones y Simon Howard. La historia está ambientada en Londres durante la "noche de las hogueras" y narra la aventura de una pandilla de adolescentes que lucha contra un grupo de extraterrestres que caen en su barrio.

## Trama
Mientras regresa del trabajo, una enfermera de 25 años llamada Sam (Jodie Whittaker) es asaltada en el distrito de Kennington (Londres) por una pandilla de adolescentes: Pest (Alex Esmail), Dennis (Franz Drameh), Jerome (Leeon Jones), Biggz (Simon Howard) y el líder Moses (John Boyega). El delito es interrumpido cuando un objeto caído desde el cielo se estrella sobre un automóvil cercano, lo que permite a Sam escapar. Moses aprovecha la situación e intenta robar cosas del interior del vehículo, pero es atacado por una pequeña criatura alienígena que resultó ser quien se había estrellado. Ante esto, los adolescentes persiguen a la criatura y la matan. Con el fin de hacerse famosos y ganar dinero con el descubrimiento, el grupo lleva el cadáver al departamento de un traficante de drogas llamado Ron (Nick Frost), para que los aconseje. Allí, Moses le solicita al peligroso jefe de Ron, Hi-Hatz (Jumayn Hunter), si puede dejar a la criatura en el invernadero donde cultivan marihuana mientras piensan qué hacer. 
Tras esto, los adolescentes descubren que están cayendo más objetos del cielo y salen para combatir con ellos. Sin embargo, se dan cuenta de que las criaturas son más grandes y violentas que la que atraparon, por lo que escapan. Mientras huye, Moses es atrapado por dos policías e identificado por Sam como uno de los adolescentes que intentó asaltarla. Tras ser encerrado dentro del carro policial, Moses ve cómo las criaturas matan a los policías, dejándolo a él y a Sam atrapados dentro. Dennis logra llegar al vehículo y los salva, conduciendo lejos del lugar. Sin embargo, mientras escapa de las criaturas, Dennis choca el vehículo con el automóvil de Hi-Hatz. Sam logra escapar del lugar y los adolescentes intentan explicarle al traficante lo sucedido, pero este se niega a creer su historia sobre extraterrestres y los amenaza con un arma. Al hacer esto, unas criaturas matan al acompañante de Hi-Hatz, lo que permite a los adolescentes escapar.
Mientras intentan llegar al edificio de departamentos donde viven, Biggz se separa del grupo escondiéndose en un basurero y Pest es herido en la pierna. Al llegar al edificio, los adolescentes descubren que Sam también vive allí y entran a la fuerza a su departamento. Tras ser salvada de una criatura por Moses, Sam trata las heridas de Pest y razona que es más seguro estar con ellos que por su cuenta, así que decide unírseles; Moses por su parte se disculpa con ella explicando que son muy estrictos respecto a nunca tocar a un vecino. Los adolescentes se trasladan posteriormente al departamento de una de sus amigas, donde creen que estarán a salvo. Sin embargo, las criaturas logran entrar por las ventanas y matan a Dennis. Al notar que las criaturas no solo persiguen específicamente a esos adolescentes sino que también parecen poder detectarlos, el grupo es expulsado del departamento. Luego de esto, los adolescentes son nuevamente atacados por Hi-Hatz, pero logran escapar.
Los adolescentes deciden ir al departamento de Ron para refugiarse, pero en el camino son atacados por las criaturas y Jerome muere. Al llegar al departamento son sorprendidos por Hi-Hatz, quien intenta matarlos, pero es asesinado por un grupo de criaturas que entra por las ventanas. Mientras se esconden en el invernadero de la marihuana, los adolescentes notan que la chaqueta de Moses tiene unas manchas visibles gracias a la luz ultravioleta de las lámparas del lugar. Al ver esto, Brewis (Luke Treadaway), un amigo de Ron, concluye que la primera criatura que mataron era una hembra en celo y lo que Moses tiene en su chaqueta son rastros de feromonas que usaba para atraer a los extraterrestres macho y poder aparearse. Brewis teoriza que probablemente las criaturas viajan por el espacio dejándose arrastrar por los vientos solares hasta que caen en un mundo donde se aparean y repiten el ciclo, sin embargo ya que el invernadero es hermético no han podido detectar a la hembra y solo han podido rastrear a los muchachos que se impregnaron al tocar el cadáver.
El grupo idea un plan en el que Sam, quien no tenía rastros de la feromona, debe ir al departamento de Moses y abrir las cañerías de gas licuado. Antes de salir del invernadero, Moses obliga a Pest a devolverle a Sam el anillo que le habían robado. Sam logra eludir a las criaturas, abrir las cañerías de gas del departamento y salir del edificio. Tras esto, Moses corre hacia su departamento con el cadáver de la hembra en su espalda, atrayendo al resto de las criaturas. Al llegar, arroja el cadáver en la cocina y hace estallar el departamento, destruyendo a los extraterrestres. 
Moses logra sobrevivir a la explosión saltando por la ventana y aferrándose a una bandera, que evita que caiga al vacío. Tras esto, Moses, Pest, Brewis y Ron son arrestados, siendo acusados de las muertes que tuvieron lugar en el edificio, incluyendo la de los dos policías que habían intentado arrestarlos antes; sin embargo, Sam niega que sean los individuos que la asaltaron sino vecinos que la protegieron del peligro. Mientras están dentro del vehículo policial, los personajes oyen cómo los habitantes del edificio corean el nombre de Moses, quien sonríe.

## Reparto
- John Boyega como Moses.
- Jodie Whittaker como Sam.
- Alex Esmail como Pest.
- Franz Drameh como Dennis.
- Leeon Jones como Jerome.
- Simon Howard como Biggz.
- Luke Treadaway como Brewis.
- Jumayn Hunter como Hi-Hatz.
- Nick Frost como Ron.
- Danielle Vitalis como Tía.
- Paige Meade como Dimples.
- Michael Ajao como Mayhem.
- Sammy Williams como Probs.

## Producción

### Guion y financiamiento
La idea central del guion surgió algunos años antes del estreno de la película, cuando Joe Cornish fue asaltado por un grupo de adolescentes en el sur de Londres. Según el director y guionista, además de interesarse en los asaltantes, la experiencia le hizo pensar "¿qué pasaría si el robo hubiese sido interrumpido por algo fantástico? ¿algo de una película de ciencia ficción?". Cornish fue influenciado además por las películas estadounidenses de los años 1980, que combinaban elementos de la realidad y la fantasía. Entre las cintas que sirvieron de inspiración para el guion estuvieron E.T., el extraterrestre, Critters, Gremlins, Depredador, The Terminator y Asalto a la comisaría del distrito 13. El guion de la película presenta una gran cantidad de jerga, lo que según Cornish fue un intento de registrar lo que ocurre con el lenguaje de los jóvenes en el presente. El director comparó la utilización de dicho lenguaje con la novela La naranja mecánica, agregando que la idea es que los espectadores descubrieran por sí mismos el sentido de las palabras a medida que la película avanzaba.
Tras finalizar el guion, Cornish contactó a Nira Park y James Wilson de la compañía británica Big Talk Productions para buscar financiamiento. Tras leer el guion e interesarse en el proyecto, Big Talk posteriormente se reunió con representantes de Film4 Productions, StudioCanal y el UK Film Council, quienes aceptaron financiarlo. Attack the Block fue el debut de Joe Cornish como director de cine, quien con anterioridad había participado como guionista en la serie de televisión The Adam and Joe Show. Según sus propias palabras: "Me pareció increíble que dieran dinero para hacer una película con nueve chicos sin experiencia, un director debutante, un director de fotografía debutante, persecuciones, acción, tomas nocturnas, explosiones, efectos y lenguaje de la calle".

### Reparto
La mayoría de los actores de la película no tenían experiencia previa en la industria cinematográfica. Para poder seleccionar a los jóvenes que iban a interpretar a los pandilleros se hizo un casting con cerca de 1.500 personas. El papel de Simon, líder del grupo de adolescentes, fue asignado a John Boyega, un joven de ascendencia nigeriana que había trabajado en algunas obras de teatro. Según Boyega, para su rol se basó en unos traficantes de droga de la cuarta temporada de la serie The Wire: "Sabía que no tendría mucho diálogo, lo que significaba contar la historia a través de los ojos todo el tiempo".
La actriz Jodie Whittaker, por su parte, había trabajado antes en series de televisión y películas, destacando la cinta Venus, por la cual fue nominada a los premios Satellite y British Independent Film. Luke Treadaway actuó antes en las películas Brothers of the Head y Heartless. Otro actor que participó en Attack the Block fue Nick Frost, quien había protagonizado Shaun of the Dead y Hot Fuzz, también producidas por Big Talk Productions.

### Efectos especiales
Para crear las criaturas, Cornish decidió no abusar de las imágenes generadas por computadora, debido a un tema presupuestario y a que prefería los efectos especiales más prácticos. En la película los extraterrestres son criaturas que poseen la contextura de un gorila o lobo, con un pelaje negro y opaco, siendo su único elemento visible su dentadura fosforescente. El diseño de los extraterrestres está basado en la técnica utilizada por Ralph Bakshi en la película El Señor de los Anillos de 1978, quien utilizó imágenes filmadas en vivo que fueron posteriormente traspasadas a animación a través de un rotoscopio. Otra inspiración fue el lobo que aparece al principio de la película 300. Terry Notary, quien había trabajado en cintas como Avatar, The Incredible Hulk y Los 4 Fantásticos y Silver Surfer, estuvo a cargo de dar vida a las criaturas. Notary trabajó junto a la compañía Spectral Motion, quienes crearon el traje del extraterrestre. Una vez filmadas las secuencias del actor en el traje, las compañías Double Negative y Fido retocaron las imágenes digitalmente para crear su apariencia final.

## Estreno
La película fue estrenada el 13 de mayo de 2011 en el Reino Unido, y en un número limitado de cines en Estados Unidos el 29 de julio del mismo año. La cinta fue además mostrada en los festivales de cine de Locarno, Río de Janeiro y Karlovy Vary. Attack the Block recaudó más de un millón de dólares en Estados Unidos, y 4,8 millones en el resto de los países, logrando un total de $5.824.175 dólares en todo el mundo.

### Recepción
Attack the Block recibió una respuesta positiva por parte de la crítica cinematográfica. La película posee un 90% de comentarios "frescos" en el sitio web Rotten Tomatoes, basado en un total de 143 críticas, y una puntuación de 75/100 en Metacritic. Roger Ebert del periódico Chicago Sun-Times se refirió a ella como "un entretenido thriller en la tradición de las películas de acción de clase B de los años 1970, con un reparto desconocido, efectos especiales enérgicos y gran energía". Peter Bradshaw del periódico británico The Guardian escribió: "Así como la emoción y las risas, Cornish ofrece algunos agudos comentarios sociales sobre el tema de los extraterrestres y la alienación [...] Su ciencia ficción de pastoral urbana es también una fantasía satírica. ¿Qué pasaría si los enemigos o los grupos opositores se enfrentaran de repente con un enemigo común? ¿No podrían descubrir puntos en común que deberían haber sido cultivados de todos modos?".
Por el contrario, Mick LaSalle del periódico estadounidense San Francisco Chronicle criticó los diálogos y los efectos especiales de la película, agregando: "Los personajes con los que esperan que nos identifiquemos, la gente por la que nuestro interés de animarlos simplemente se asume, son violentos pandilleros de la calle. Lo siento, esta vez estoy con los extraterrestres".
El director de cine Quentin Tarantino la ubicó en el séptimo puesto de las mejores películas de 2011.

## Formato casero
Las versiones en DVD y Blu-ray de Attack the Block fueron lanzadas el 19 de septiembre de 2011 en el Reino Unido y el 25 de octubre en Estados Unidos. Los discos contienen, además de la película, entrevistas con los actores, detalles acerca de su producción y tres comentarios de audio.

## Premios y nominaciones
| Año  | Premio                                                 | Categoría                                                      | Receptor(es)             | Resultado |
| ---- | ------------------------------------------------------ | -------------------------------------------------------------- | ------------------------ | --------- |
| 2012 | Premios BAFTA                                          | Mejor director, guionista o productor británico novel          | Joe Cornish              | Nominado  |
| 2012 | Black Reel Awards                                      | Mejor actor                                                    | John Boyega              | Ganador   |
| 2012 | Black Reel Awards                                      | Mejor rol debut                                                | John Boyega              | Nominado  |
| 2012 | Black Reel Awards                                      | Mejor elenco                                                   |                          | Nominado  |
| 2012 | Black Reel Awards                                      | Mejor película                                                 | James Wilson y Nira Park | Nominada  |
| 2012 | Black Reel Awards                                      | Mejor banda sonora                                             | Steven Price             | Nominada  |
| 2012 | Black Reel Awards                                      | Mejor película extranjera                                      |                          | Ganadora  |
| 2012 | Image Awards                                           | Mejor película extranjera                                      |                          | Nominada  |
| 2012 | London Critics Circle Film Awards                      | Mejor actor británico joven                                    | John Boyega              | Nominado  |
| 2012 | London Critics Circle Film Awards                      | Mejor director novel                                           | Joe Cornish              | Nominado  |
| 2011 | Premios de la Asociación de críticos de cine de Austin | Mejor primera película                                         | Joe Cornish              | Ganador   |
| 2011 | Premios de la Asociación de críticos de cine de Austin | Mejor banda sonora                                             | Steven Price             | Ganador   |
| 2011 | Premios de la Asociación de críticos de cine de Austin | Mejor película                                                 |                          | Nominado  |
| 2011 | British Independent Film Awards                        | Debutante más prometedor                                       | John Boyega              | Nominado  |
| 2011 | British Independent Film Awards                        | Mejor director debutante (Premio Douglas Hickox)               | Joe Cornish              | Nominado  |
| 2011 | Fant-Asia Film Festival                                | Premio de la audiencia a la mejor película europea o americana | Joe Cornish              | Ganador   |
| 2011 | Los Angeles Film Festival                              | Mejor película narrativa                                       | Joe Cornish              | Ganador   |
| 2011 | SXSW Film Festival                                     | Mejor película                                                 | Joe Cornish              | Ganador   |
| 2011 | Festival de Cine de Sitges                             | Premio de la audiencia a la mejor película                     | Joe Cornish              | Ganador   |
| 2011 | Festival de Cine de Sitges                             | Mejor banda sonora original                                    | Steven Price             | Ganador   |
| 2011 | Festival de Cine de Sitges                             | Premio especial del jurado                                     | Joe Cornish              | Ganador   |
| 2011 | Festival de Cine de Sitges                             | Premio de la crítica José Luis Guarner                         | Joe Cornish              | Ganador   |
| 2011 | Toronto Film Critics Association Awards                | Mejor primera película                                         | Joe Cornish              | Ganador   |